# Technologický institut v Karlsruhe
Technologický institut v Karlsruhe (německy: Karlsruher Institut für Technologie), zkratka KIT, je veřejná technická výzkumná univerzita v německém městě Karlsruhe. Je zároveň výzkumným centrem Helmholtzovy společnosti a jedno z jedenácti německým center excelence. Institut vznikl roku 2009 sloučením Univerzity v Karlsruhe (Universität Karlsruhe) založené roku 1825 a Výzkumného střediska Karlsruhe (Forschungszentrum Karlsruhe) založeného roku 1956. Bylo to poprvé v dějinách německé vědy, kdy se spojila akademická a neakademická instituce. Na Univerzitě v Karlsruhe, zvané též Fridericiana, vzniklo vědecké strojírenství. Univerzita také patří mezi průkopníky počítačových věd v Německu. V roce 1972 na ní vznikla první německá fakulta informatiky. 2. srpna 1984 obdržela univerzita vůbec první německý e-mail. V 90. letech 20. století byly všechny domény .de registrovány a spravovány právě na univerzitě v Karlsruhe, ostatně stejně jako čínské domény .cn. Škola je rozdělena na jedenáct fakult. Podle žebříčku QS World University Ranking 2024 jde o 119. nejlepší školu na světě (46. v Evropě) a 50. nejlepší technickou školu světa. V roce 2022 zde působilo přes 22 tisíc studentů. Mezi absolventy patří nositel Nobelovy ceny Leopold Ružička. Ke známým absolventům školy patří též fyzici Johann Jakob Balmer a Edward Teller nebo astronaut Alexander Gerst. KIT je také dobře znám tím, že zde působilo mnoho podnikatelů, včetně Karla Benze, Emila Škody a zakladatelů SAP. Učili tam nobelisté Karl Ferdinand Braun, Fritz Haber a Hermann Staudinger. Na škole působil též Georg de Hevesy a Heinrich Hertz, a dále také Jochen Liedtke, významný informatik.